# Telescopium telescopium
Telescopium telescopium е вид охлюв от семейство Potamididae. Възникнал е преди около 5,33 млн. години по времето на периода неоген. Видът не е застрашен от изчезване.

## Разпространение и местообитание
Разпространен е в Австралия, Индия (Андамански острови), Индонезия (Калимантан, Малки Зондски острови и Папуа), Малайзия (Сабах), Пакистан, Папуа Нова Гвинея, Сингапур, Тайланд, Филипини и Япония.
Обитава крайбрежията на сладководни басейни, океани и заливи.